# Kan’ō
Kan’ō (japanisch 観応, auch Kannō) ist eine japanische Ära (Nengō) von April 1350 bis November 1352 nach dem gregorianischen Kalender. Der vorhergehende Äraname ist Jōwa, die nachfolgende Ära heißt Bunna. Die Ära fällt in die Regierungszeit des Thronprätendenten Sukō.
Der erste Tag der Kan’ō-Ära entspricht dem 4. April 1350, der letzte Tag war der 3. November 1352. Die Kan’ō-Ära dauerte drei Jahre oder 945 Tage.

## Ereignisse
- 1350 Yoshida Kenkō stirbt
- 1351 Musō Soseki stirbt
- 1352 Go-Kōgon wird Thronprätendent